# Mouhamed Gueye
Mouhamed Gueye (Dacar, 9 de novembro de 2002) é um jogador senegalês de basquete profissional que atualmente joga pelo Atlanta Hawks da National Basketball Association (NBA).
Ele se mudou para os Estados Unidos quando adolescente para jogar basquete colegial na Prolific Prep Academy. Gueye jogou basquete universitário por Washington State e foi selecionado como a 39ª escolha geral no draft da NBA de 2023 pelo Charlotte Hornets e depois trocado para os Hawks na noite do draft.

## Primeiros anos
Gueye nasceu em Dakar, Senegal, como o mais novo de quatro irmãos em uma família esportiva. Ele tem primos que jogaram pela seleção nacional e na Europa. Gueye cresceu jogando futebol, mas foi incentivado por sua mãe a jogar basquete por causa de sua altura. Ele credita assistir seu irmão mais velho jogar basquete como uma influência precoce.

## Carreira no ensino médio
O treinador pessoal de basquete de Gueye, Mamadou Cisse, o conectou com Philippe Doherty, o treinador principal da Prolific Prep Academy em Napa, Califórnia. Aos 16 anos, ele se mudou de Dakar para os Estados Unidos para se matricular na Prolific Prep. Gueye nunca havia jogado basquete organizado antes de jogar na Prolific Prep.
Gueye emergiu como um recruta de quatro estrelas e um dos 50 melhores recrutas do país. Ele completou seus requisitos acadêmicos antecipadamente e foi reclassificado para a turma de 2021 antes de se comprometer a jogar pelo Washington State, escolhendo-os entre várias outras ofertas de alto nível.

## Carreira universitária
Gueye teve médias de 7,4 pontos, 5,2 rebotes e 0,5 assistências durante sua temporada de calouro. Ele foi selecionado para a Equipe de Calouros da Pac-12. Gueye se declarou para o draft da NBA de 2022, mas retirou-se após receber feedback das equipes da NBA. Ele também testou o portal de transferências, mas optou por retornar para sua segunda temporada.
O papel de Gueye aumentou durante a temporada de 2022–23 após as saídas de peças-chave. Ele também jogou principalmente como pivô, em vez de sua posição natural de ala-pivô. Gueye foi peça central do ataque do ataque com o técnico Kyle Smith reforçando ao longo da temporada que o time "joga através de Gueye". Em 2 de fevereiro de 2023, ele marcou 31 pontos, um recorde pessoal, contra USC. Gueye teve médias de 14,3 pontos, 8,4 rebotes e 1,9 assistências durante a temporada de 2022–23 e foi nomeado para a Primeira-Equipe da Pac-12.
Em 4 de abril de 2023, Gueye declarou-se para o draft da NBA de 2023.

## Carreira profissional
Gueye foi selecionado pelo Charlotte Hornets como a 39ª escolha geral do draft da NBA de 2023. Seus direitos foram negociados com o Boston Celtics e depois para o Atlanta Hawks na noite do draft. Em 3 de julho de 2023, Gueye assinou seu contrato de 4 anos e US$7.6 milhões com os Hawks.
Em 12 de novembro de 2023, ele foi descartado por um mês após sofrer uma fratura por estresse na parte inferior das costas direita; posteriormente, ele perdeu a maior parte de sua temporada de estreia. Gueye retornou de sua lesão com uma passagem pela afiliada dos Hawks na G-League, o College Park Skyhawks, e jogou em quatro jogos, onde teve médias de 8,3 pontos e 5,3 rebotes.

## Estatísticas da carreira

### NBA

#### Temporada regular
| Ano     | Equipe  | PJ | PT | MPJ  | AP   | 3P   | LL   | RT  | AS | BR | TO | PPJ |
| ------- | ------- | -- | -- | ---- | ---- | ---- | ---- | --- | -- | -- | -- | --- |
| 2023–24 | Atlanta | 6  | 0  | 12.1 | .348 | .333 | .833 | 3.7 | .7 | .8 | .7 | 4.0 |

#### Play-In
| Ano  | Equipe  | PJ | PT | MPJ | AP | 3P | LL | RT | AS | BR | TO | PPJ |
| ---- | ------- | -- | -- | --- | -- | -- | -- | -- | -- | -- | -- | --- |
| 2024 | Atlanta | 1  | 0  | 2.4 | —  | —  | —  | .0 | .0 | .0 | .0 | .0  |

### Universitário
| Ano      | Equipe           | PJ  | PT | MPJ  | AP   | 3P   | LL   | RT  | AS  | BR | TO | PPJ  |
| -------- | ---------------- | --- | -- | ---- | ---- | ---- | ---- | --- | --- | -- | -- | ---- |
| 2021–22  | Washington State | 35  | 33 | 21.9 | .491 | .280 | .493 | 5.2 | .5  | .8 | .9 | 7.4  |
| 2022–23  | Washington State | 33  | 33 | 32.1 | .488 | .275 | .674 | 8.4 | 1.9 | .8 | .8 | 14.3 |
| Carreira | Carreira         | 122 | 96 | 25.6 | .405 | .364 | .809 | 4.5 | .7  | .7 | .5 | 10.3 |